# Convitto nazionale
Il convitto nazionale è un'istituzione italiana che garantisce la frequenza dei licei agli alunni dei piccoli centri periferici, permettendo  così anche l'accesso all'università.

## Storia
Nell'Italia preunitaria, in molte regioni i corsi scolastici erano un appannaggio esclusivo delle organizzazioni cattoliche: alcuni ordini come i Gesuiti, gli Scolopi, i Barnabiti, i Somaschi avevano lunghe tradizioni di collegi, che si rivolgevano in prevalenza alla formazione ecclesiastica e all'educazione dei figli delle famiglie nobili o dell'alta borghesia, ma con alcune eccezioni in cui erano aperte anche a persone di estrazione più umile.
Con l'unità d'Italia nel 1861 si tentò di sottrarre alla Chiesa il quasi monopolio e si moltiplicarono le istituzioni di Convitti nazionali laici, in molti casi anche materialmente collocati in edifici prima appartenuti ad enti ecclesiastici e demanializzati dopo le leggi per eversione.
I convitti nazionali rappresentarono l'aspetto più interessante in materia di istruzione e, sia pure in misura insufficiente, permisero una certa mobilità sociale.

### Larete dei convitti

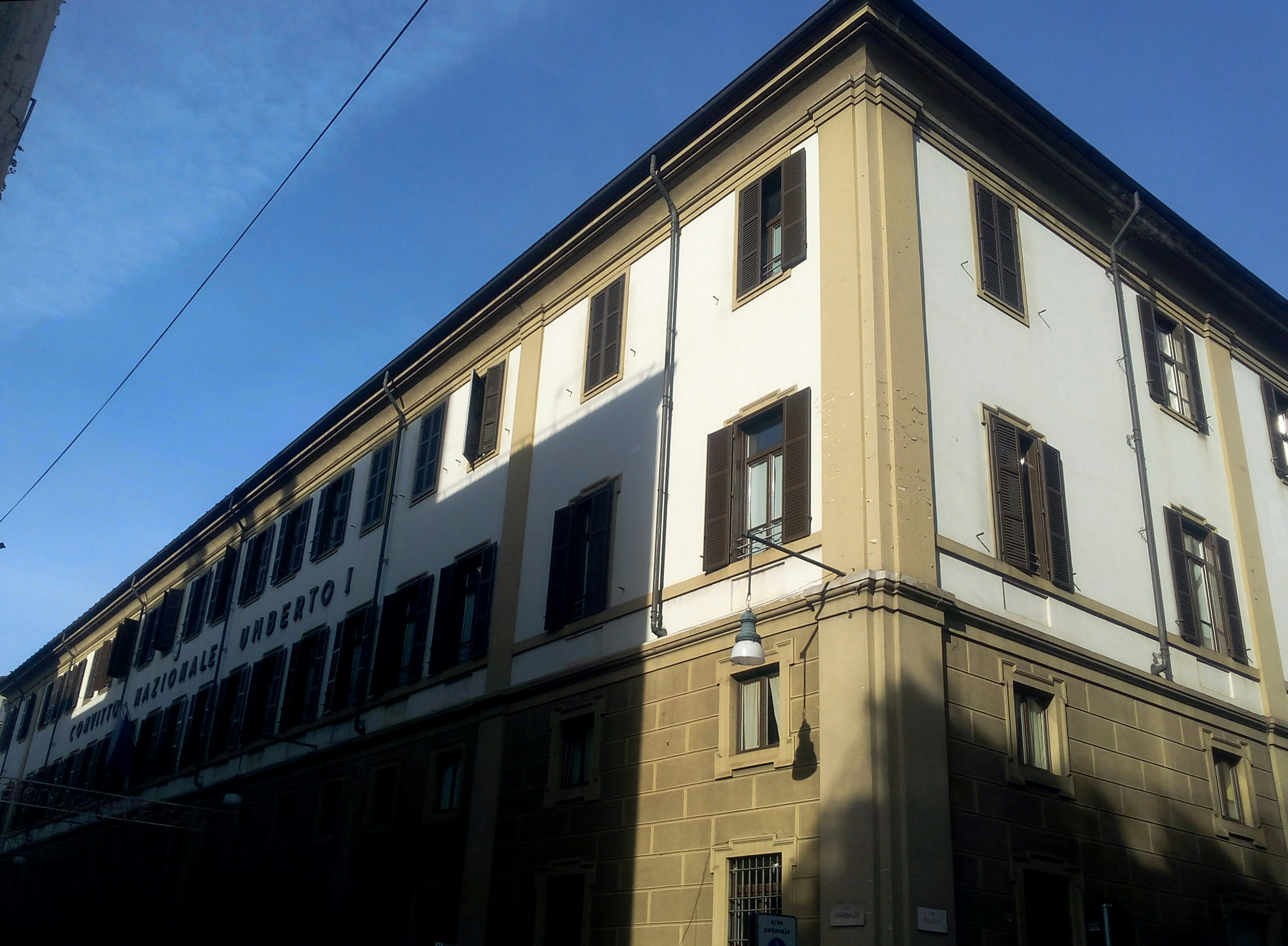
Convitto nazionale Umberto I - Torino

La riforma Gentile della scuola del 1923 dava grande risalto ai convitti nazionali che hanno avuto il periodo di massimo splendore proprio nell'epoca fascista.
Nei momenti del loro massimo fiorire, i convitti costituirono una rete molto articolata e suddivisa nelle diverse province.
Per i convitti passò praticamente tutta la classe dirigente italiana nei diversi aspetti: culturali artistici, politici.
Alcuni degli allievi (ad esempio Gabriele D'Annunzio, allievo del Cicognini di Prato o Giuseppe Mazzini, allievo del Colombo di Genova) vengono ancora ricordati proprio per la loro esperienza di convittori.
Il Testo unico in materia di istruzione del 1994 (decreto legislativo 297) all'art. 52 prevede “la graduale soppressione dei convitti nazionali  che accolgono meno di 30 convittori o semiconvittori”.

### I convitti oggi
I convitti a inizio 2025 erano quarantuno, distribuiti in quasi tutte le Regioni italiane.
Dispongono di due risorse che le altre scuole non hanno: il personale educativo e “ausiliario” (cuochi, commessi, e altri), pagati dallo Stato per assistere gli allievi nel pomeriggio e durante il pranzo, e le rette pagate dalle famiglie, che servono non solo a coprire i costi della mensa, ma anche a migliorare l'offerta formativa, a ristrutturare i locali scolastici e ad acquistare le attrezzature didattiche più avanzate.

## I rettori
Al soggetto preposto a un convitto nazionale spetta il titolo di rettore. 

## Elenco dei convitti nazionali
In genere, i Convitti nazionali erano dedicati o ai re di Casa Savoia o a glorie locali. Catania e Prato lo avevano dedicato ai fondatori preunitari e così a Parma, in cui la fondatrice era la duchessa Maria Luigia. Un caso particolare è il Convitto di Sassari denominato con l'aggettivo Canopoleno (dal cognome del fondatore Antonio Canopolo) fin dai primi anni seguenti la fondazione come Seminario tridentino (1611).
| Città               | Nome del Convitto                                   |
| ------------------- | --------------------------------------------------- |
| Anagni              | Convitto nazionale Regina Margherita                |
| Arezzo              | Convitto nazionale Vittorio Emanuele II             |
| Arpino              | Convitto nazionale Tulliano                         |
| Assisi              | Convitto nazionale Principe di Napoli               |
| Avellino            | Convitto nazionale Pietro Colletta                  |
| Bari                | Convitto nazionale Francesco maria Cirillo          |
| Benevento           | Convitto nazionale Pietro Flavi                     |
| Cagliari            | Convitto nazionale Vittorio Emanuele II             |
| Campobasso          | Convitto nazionale Mario Pagano                     |
| Catania             | Convitto nazionale Mario Cutelli                    |
| Catanzaro           | Convitto nazionale Pasquale Galluppi                |
| Chieti              | Convitto nazionale Giovan Battista Vico             |
| Cividale del Friuli | Convitto nazionale Paolo Diacono                    |
| Correggio           | Convitto nazionale Rinaldo Corso                    |
| Cosenza             | Convitto nazionale Bernardino Telesio               |
| Genova              | Convitto nazionale Cristoforo Colombo               |
| L'Aquila            | Convitto nazionale Domenico Cotugno                 |
| Lovere              | Convitto nazionale Cesare Battisti                  |
| Lucera              | Convitto nazionale Ruggiero Bonghi                  |
| Macerata            | Convitto nazionale Giacomo Leopardi                 |
| Maddaloni           | Convitto nazionale Giordano Bruno                   |
| Marsala             | Convitto nazionale per audiofonolesi                |
| Milano              | Convitto nazionale Longone                          |
| Napoli              | Convitto nazionale Vittorio Emanuele II             |
| Novara              | Convitto nazionale Carlo Alberto                    |
| Palermo             | Convitto nazionale Giovanni Falcone                 |
| Parma               | Convitto nazionale Maria Luigia                     |
| Potenza             | Convitto nazionale Salvator Rosa                    |
| Prato               | Convitto nazionale statale Francesco Cicognini      |
| Reggio Calabria     | Convitto nazionale Tommaso Campanella               |
| Roma                | Convitto nazionale Vittorio Emanuele II             |
| Roma                | Convitto nazionale per sordi                        |
| Salerno             | Convitto nazionale Torquato Tasso                   |
| Sassari             | Convitto nazionale Canopoleno (da Antonio Canopolo) |
| Sessa Aurunca       | Convitto nazionale Agostino Nifo                    |
| Sondrio             | Convitto nazionale Giuseppe Piazzi                  |
| Teramo              | Convitto nazionale Melchiorre Delfico               |
| Tivoli              | Convitto nazionale Amedeo di Savoia                 |
| Torino              | Convitto Nazionale Umberto I                        |
| Venezia             | Convitto nazionale Marco Foscarini                  |
| Vibo Valentia       | Convitto nazionale Gaetano Filangieri               |

## Educandati statali
Le corrispondenti istituzioni femminili prendono il nome di educandati.
Per la riforma del 1994 rimangono attivi sei educandati:
- Educandato Statale S.S. Annunziata – Villa del Poggio Imperiale, a Firenze;
- Educandato Statale Emanuela Setti Carraro dalla Chiesa, a Milano;
- Educandato statale San Benedetto[8], a Montagnana;
- Educandato statale Maria Adelaide[9], a Palermo;
- Educandato Uccellis, ad Udine;
- Educandato statale Agli Angeli[10], a Verona.